# 第38回日本アカデミー賞
第38回日本アカデミー賞は、2015年（平成27年）2月27日発表・授賞式が行われた日本の映画賞。授賞式の会場はグランドプリンスホテル新高輪国際館パミールで、司会者は前年に引き続き日本アカデミー賞協会組織委員会副会長である西田敏行と、前回の同賞最優秀主演女優賞を受賞した真木よう子。前回の最優秀賞・話題賞の受賞者がプレゼンターを務める。

## 発表の経緯
例年通り、東京地区の商業映画劇場にて有料で1日3回以上、2週間以上継続して上映された40分以上の映画作品のうち、2013年12月15日 - 2014年12月13日の期間に公開されたものを対象に選考された。授賞式に先立ち2015年1月14日に優秀作品賞が発表された。
優秀作品賞では、『ふしぎな岬の物語』が作品賞をはじめ、最多の13部門で優秀賞を受賞した。
また、『永遠の0』などに出演した岡田准一が優秀主演男優賞と優秀助演男優賞を受賞した。岡田の所属するジャニーズ事務所は、2006年に木村拓哉が『武士の一分』での主演男優賞を辞退するなど、事務所の方針として国内の映画関連賞に対し辞退を表明することが多く、受賞を受けることに対し発表時に同事務所のコメントが読み上げられるなど異例の対応があった。
なお、この優秀作品賞発表の記者会見では、日本アカデミー賞協会会長の岡田裕介から、第27回東京国際映画祭での北野武による同賞に対する発言への反論が行われた。北野の発言は、同賞の最優秀賞が松竹、東宝、東映の日本映画大手3社による持ち回りであるとするものだったが、岡田は同賞の選考は会員の投票により決まっているものであり、そのうちに大手3社が占める割合は数パーセントに満たないとし、開票や集計は第三者機関が行い、セキュリティ認証を受けた外部会社が保管を行うなど「これほど厳正な投票によって行われているものはない」と反論した。一方で、北野側には映画祭を通してすでに抗議を行い、岡田によれば彼の事務所側にも理解を得たとしており「今後とも映画を作っていく仲間」と両者間の友好関係をアピールした。

## 受賞者
受賞者出典：

### 最優秀作品賞
- 永遠の0

#### 優秀作品賞
- 紙の月
- 小さいおうち
- 蜩ノ記
- ふしぎな岬の物語

### 最優秀アニメーション作品賞
- STAND BY ME ドラえもん

#### 優秀アニメーション作品賞
- 思い出のマーニー
- ジョバンニの島
- 名探偵コナン 異次元の狙撃手
- BUDDHA2 手塚治虫のブッダ-終わりなき旅-

### 最優秀監督賞
- 山崎貴（永遠の0）

#### 優秀監督賞
- 小泉堯史（蜩ノ記）
- 成島出（ふしぎな岬の物語）
- 本木克英（超高速!参勤交代）
- 吉田大八（紙の月）

### 最優秀脚本賞
- 土橋章宏（超高速!参勤交代）

#### 優秀脚本賞
- 加藤正人/安倍照雄（ふしぎな岬の物語）
- 早船歌江子（紙の月）
- 山崎貴/林民夫（永遠の0）
- 山田洋次/平松恵美子（小さいおうち）

### 最優秀主演男優賞
- 岡田准一（永遠の0）

#### 優秀主演男優賞
- 阿部寛（ふしぎな岬の物語）
- 佐々木蔵之介（超高速!参勤交代）
- 中井貴一（柘榴坂の仇討）
- 役所広司（蜩ノ記）

### 最優秀主演女優賞
- 宮沢りえ（紙の月）

#### 優秀主演女優賞
- 安藤サクラ（0.5ミリ）
- 池脇千鶴（そこのみにて光輝く）
- 井上真央（白ゆき姫殺人事件）
- 二階堂ふみ（私の男）
- 吉永小百合（ふしぎな岬の物語）

### 最優秀助演男優賞
- 岡田准一（蜩ノ記）

#### 優秀助演男優賞
- 阿部寛（柘榴坂の仇討）
- 伊藤英明（WOOD JOB! 〜神去なあなあ日常〜）
- 笑福亭鶴瓶（ふしぎな岬の物語）
- 三浦春馬（永遠の0）

### 最優秀助演女優賞
- 黒木華（小さいおうち）

#### 優秀助演女優賞
- 大島優子（紙の月）
- 小林聡美（紙の月）
- 竹内結子（ふしぎな岬の物語）
- 富司純子（舞妓はレディ）

### 話題賞

#### 俳優部門
- 岡田准一（永遠の0）

#### 作品部門
- るろうに剣心 京都大火編 / 伝説の最期編

### 新人俳優賞
- 上白石萌音（舞妓はレディ）
- 小松菜奈（渇き。）
- 能年玲奈（ホットロード）
- 池松壮亮（紙の月、愛の渦、ぼくたちの家族）
- 登坂広臣（ホットロード）
- 福士蒼汰（イン・ザ・ヒーロー、神さまの言うとおり、好きっていいなよ。）

### 最優秀音楽賞
- 周防義和（舞妓はレディ）

#### 優秀音楽賞
- 加古隆（蜩ノ記）
- 佐藤直紀（永遠の0）
- 久石譲（小さいおうち）
- 安川午朗（ふしぎな岬の物語）

### 最優秀撮影賞
- 柴崎幸三（永遠の0）

#### 優秀撮影賞
- 上田正治/北澤弘之（蜩ノ記）
- シグママコト（紙の月）
- 近森眞史（小さいおうち）
- 長沼六男（ふしぎな岬の物語）

### 最優秀照明賞
- 上田なりゆき（永遠の0）

#### 優秀照明賞
- 山川英明（蜩ノ記）
- 西尾慶太（紙の月）
- 渡邊孝一（小さいおうち）
- 宮西孝明（ふしぎな岬の物語）

### 最優秀美術賞
- 上條安里（永遠の0）

#### 優秀美術賞
- 小川富美夫（柘榴坂の仇討）
- 酒井賢（蜩ノ記）
- 出川三男/須江大輔（小さいおうち）
- 横山豊（ふしぎな岬の物語）

### 最優秀録音賞
- 藤本賢一（永遠の0）

#### 優秀録音賞
- 小野寺修（柘榴坂の仇討）
- 加来昭彦〔録音〕矢野正人〔整音〕（紙の月）
- 岸田和美（小さいおうち）
- 藤本賢一（ふしぎな岬の物語）
- 矢野正人（蜩ノ記）

### 最優秀編集賞
- 宮島竜治（永遠の0）

#### 優秀編集賞
- 阿賀英登（蜩ノ記）
- 石井巌（小さいおうち）
- 大畑英亮（ふしぎな岬の物語）
- 佐藤崇（紙の月）

### 最優秀外国映画賞
- アナと雪の女王

#### 優秀外国作品賞
- インターステラー
- ジャージー・ボーイズ
- フューリー
- GODZILLA ゴジラ

### 会長特別賞
- 鈴木晄（編集）
- 鈴木則文（監督）
- 森田富士郎（撮影）
- 山口淑子（俳優）
- 菅原文太（俳優）

2014年11月10日午前3時49分に死去した高倉健にも会長特別賞が検討されていたが、高倉の遺言により死後の贈賞を辞退する旨が申し出られていたため見送られた。

### 協会特別賞
- 大坂和美（装飾）
- 曽我恒夫（床山）
- 多良政司（音響技術）

## 授賞式中継
いずれの放送も授賞式部分は事前録画（ラジオは録音）だが、スタジオ部分は生放送となる。時間はJST。

### スタッフ
- アシスタントプロデューサー：桜井園子、田辺渉、櫛山慶、高橋沙里
- 制作進行：須藤大介
- ディレクター：永井ひとみ、花田康平、東海林大介、干場備前、齋藤郁恵、福田龍、有田駿介
- 演出：橋本和明、高木悟、上田崇博
- プロデューサー：吉田尚代、江尻直孝、佐藤友美、阿河朋子
- チーフプロデューサー：森實陽三
- 制作協力：えすと・日企
- 製作著作：日本テレビ

### テレビ
- 日本テレビ系列
  - 2月27日（金）21：00 - 22：54[8]
  - スタジオ部分には壇蜜（タレント）、若林正恭（オードリー）、水卜麻美（日本テレビアナウンサー）が出演。
- 日テレプラス（CS放送）
  - 2月28日（土）20：30 - 22：10（予定、地上波版の再放送）
  - 3月14日（土）20：00 - 24：30（予定、未公開シーンを加えた完全版）
  - 3月20日（金）26：00 - 06：00（予定、完全版の再放送）

### ラジオ
- ニッポン放送（NRN系列18局ネット）
  - 2月27日（金）22：00[9] - 23：30 『オールナイトニッポンGOLD〜第38回日本アカデミー賞スペシャル〜』として放送
  - スタジオ部分のパーソナリティとしてコトブキツカサ（映画パーソナリティ）が出演。